# Elizabeth II van het Verenigd Koninkrijk

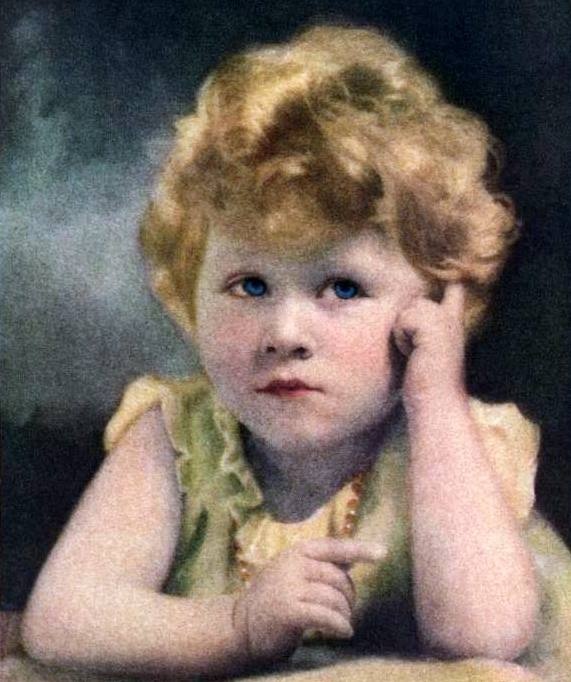
Elisabeth in 1929, op 3-jarige leeftijd

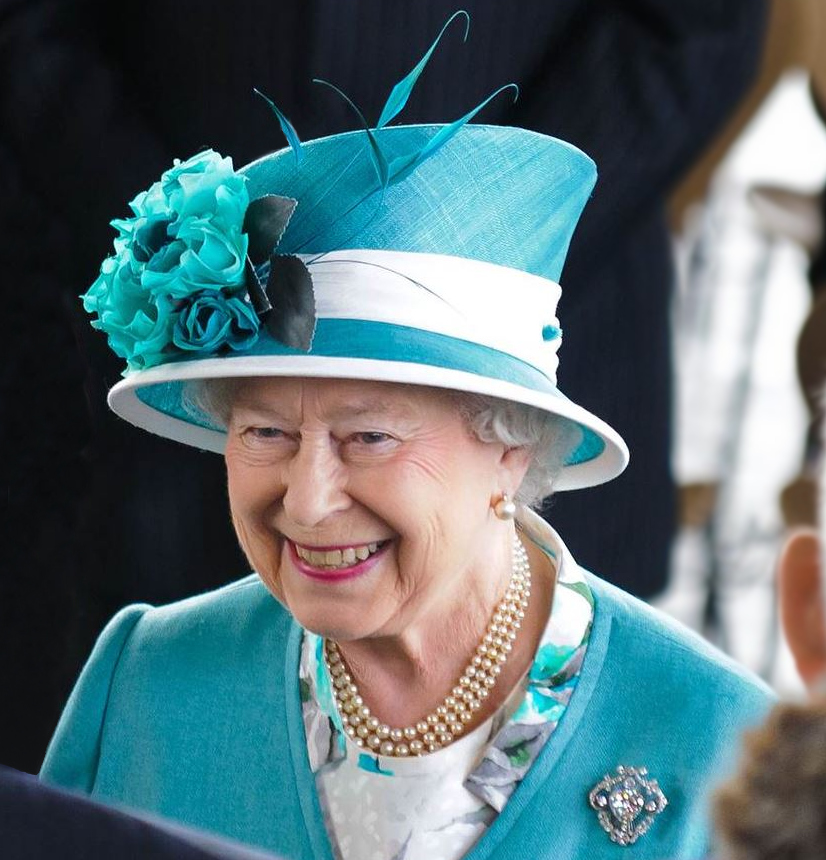
The Queen bij de opening van het Parlement van Wales in Cardiff, Wales; 2011

Elizabeth Alexandra Mary (Londen, 21 april 1926 – Balmoral Castle (Schotland), 8 september 2022) was als Elizabeth II van 6 februari 1952 tot haar overlijden op 8 september 2022 constitutioneel koning, met aanspreektitel Koningin, van het Verenigd Koninkrijk van Groot-Brittannië en Noord-Ierland, Canada, Australië en Nieuw-Zeeland. Tevens was zij staatshoofd van twaalf Commonwealth realms die in de loop van haar koningschap onafhankelijk werden, namelijk; Jamaica, de Bahama's, Grenada, Papoea-Nieuw-Guinea, de Salomonseilanden, Tuvalu, Saint Lucia, Saint Vincent en de Grenadines, Antigua en Barbuda, Belize en Saint Kitts en Nevis. Ze was de vierde monarch van de Windsor-dynastie.
Elizabeth trouwde op 20 november 1947 met Philip Mountbatten, een Griekse prins die in 1947 de Britse nationaliteit verkreeg. Zij waren verre verwanten. Beiden waren nakomelingen van koningin Victoria (hun betovergrootmoeder). Philip was een achterkleinzoon van de dochter van koningin Victoria, prinses Alice, en Elizabeth was een achterkleindochter van Alices broer, koning Edward VII. Beiden stamden ook af van koning Christiaan IX van Denemarken, Philip in de mannelijke lijn en Elizabeth via haar overgrootmoeder koningin Alexandra, dochter van Christiaan IX en echtgenote van koning Edward VII van het Verenigd Koninkrijk, de overgrootvader van Elizabeth. Philip overleed op 9 april 2021 op 99-jarige leeftijd.
In 2012 vierde ze haar diamanten jubileum als vorstin. Vanaf het overlijden op 13 oktober 2016 van de Thaise koning Bhumibol was zij de langst regerende monarch en het langst regerende staatshoofd ter wereld. Ze is na Lodewijk XIV tweede in de rangorde van langstzittende vorsten in de geschiedenis van de mensheid. In 2022 vierde ze haar platina jubileum als vorstin.

## Geboorte en jeugd
Elizabeth werd geboren als het eerste kind van prins Albert, de hertog van York en diens vrouw Elizabeth Bowes-Lyon. Haar vader was de tweede zoon van koning George V en koningin Mary; haar moeder was de jongste dochter van de Schotse graaf en gravin van Strathmore.
Elizabeth was bij geboorte derde in rij voor troonopvolging, na haar oom de latere koning Edward VIII, op dat moment prins van Wales, en haar vader. Er was geen reden aan te nemen dat Elizabeth ooit aanspraak zou kunnen maken op de troon, omdat werd verwacht dat prins Edward in het huwelijk zou treden en daarmee zouden zijn eventuele kinderen hoger op de opvolgingslijst staan. Prins Edward verkreeg geen legitieme troonopvolger en deed bovendien (verplicht) afstand van zijn rechten op de troon om te kunnen huwen met Wallis Simpson. Elizabeths kandidatuur had dan nog doorkruist kunnen worden als haar ouders mannelijke nakomelingen zouden hebben, hetgeen echter niet gebeurde. Elizabeth had een jongere zus, prinses Margaret Windsor gravin van Snowdon.
Elizabeth en Margaret werden thuis geschoold. Elizabeth studeerde geschiedenis bij C.H.K. Marten van Eton College. Zij werd in godsdienst geschoold door de aartsbisschop van Canterbury en was een toegewijd lid van de Anglicaanse Kerk, waarvan ze als staatshoofd titulair leider (Supreme Governor) was.

## Troonopvolger
Toen haar vader in 1936 koning werd als gevolg van de abdicatie van zijn broer Edward VIII werd Elizabeth eerste in lijn voor troonopvolging. Haar officiële titel werd Her Royal Highness The Princess Elizabeth. In Wales gingen stemmen op haar ook de titel van Prinses van Wales toe te kennen. Dit is echter geen zelfstandige titel, maar de titel die wordt gedragen door de echtgenote van de prins van Wales. Bovendien was er (in ieder geval nog theoretisch) kans dat George alsnog een mannelijke nakomeling zou verwekken.

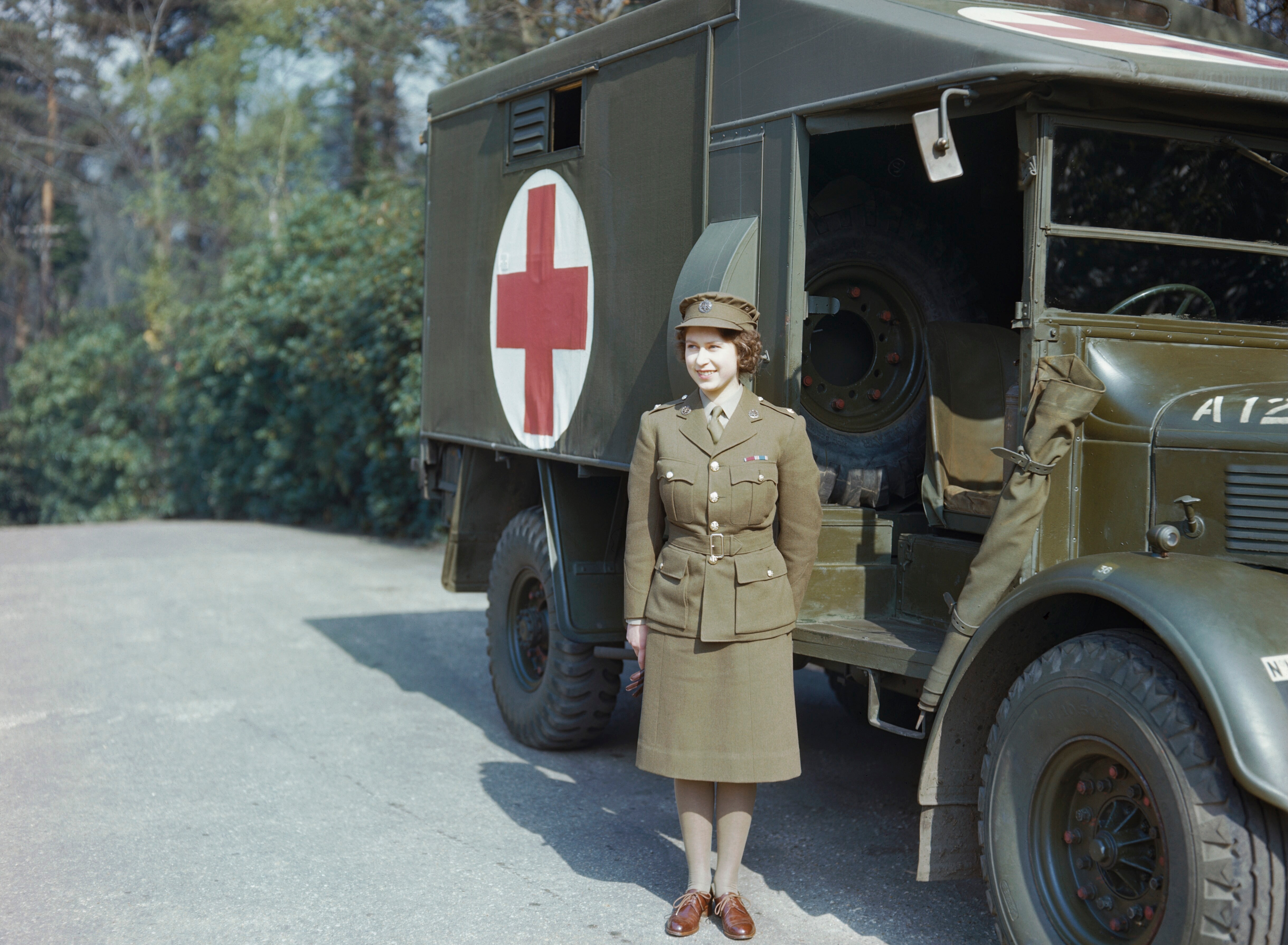
Diensttijd voor Elizabeth in 1945

## Tweede Wereldoorlog
Tijdens de Tweede Wereldoorlog werden Elizabeth en Margaret geëvacueerd naar Windsor Castle. Er werd overwogen de kinderen (Elizabeth was 13 en Margaret 10) over te brengen naar Canada, maar hun moeder weigerde dit categorisch:
"The children won't go without me. I won't leave the King. And the King will never leave."
("De kinderen gaan niet zonder mij. Ik zal de koning niet achterlaten. En de koning zal nooit vertrekken.")
Op dertienjarige leeftijd ontmoette Elizabeth voor de eerste maal haar latere echtgenoot, Philip Mountbatten.
In februari 1945 wilde Elizabeth een directere rol spelen bij de oorlogsinspanningen. Ze nam dienst bij de Auxiliary Territorial Service, een vrouwenafdeling van het Britse leger. Ze werd opgeleid tot monteur en vrachtwagenchauffeur. Dit was de eerste keer dat ze klassikaal onderwijs volgde. Elizabeth was het eerste vrouwelijke lid van het Britse koninklijk huis dat actief was in militaire dienst.

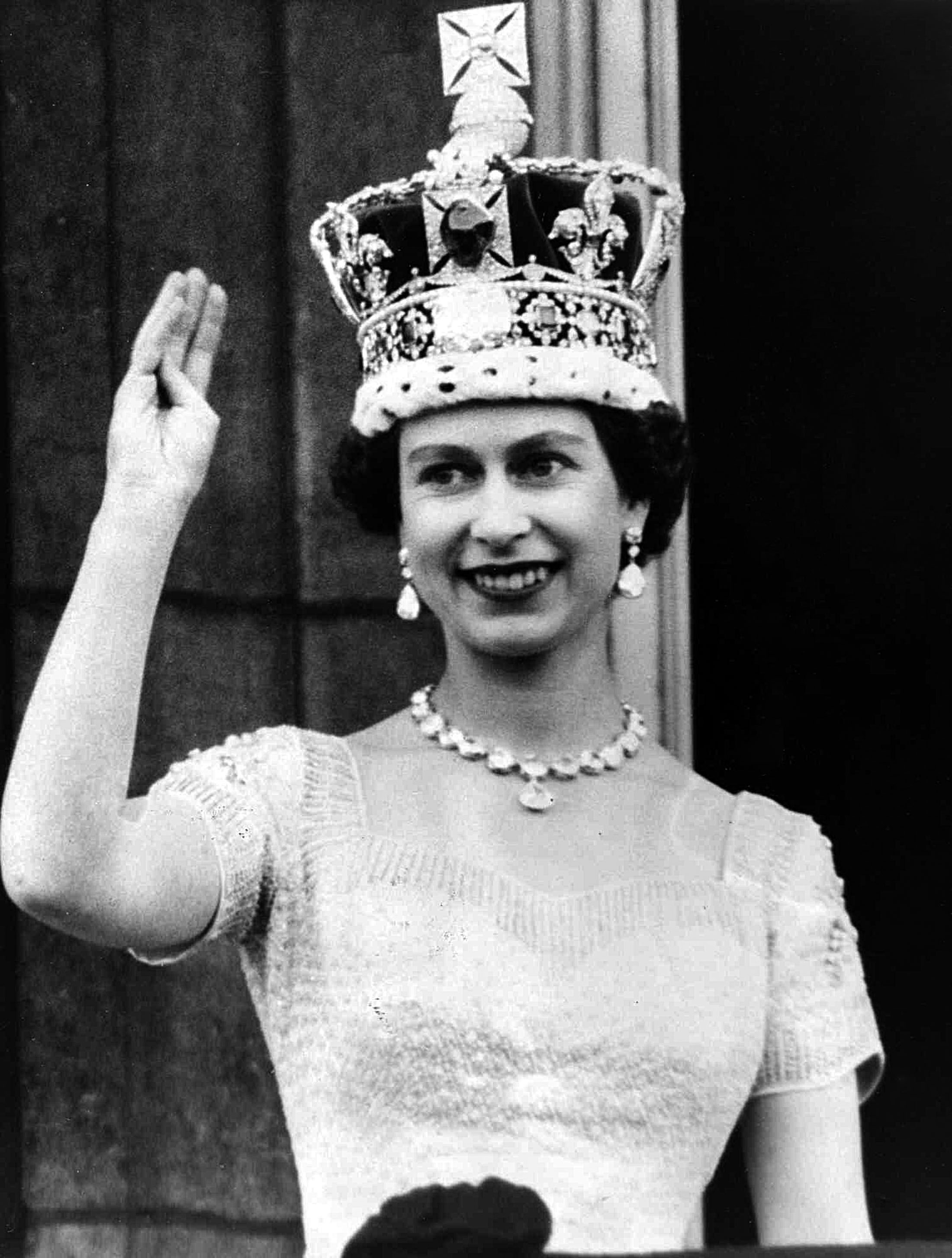
Tijdens de kroning in 1953, met de Keizerlijke Staatskroon

## Voorbereiding op het koningschap
Na de oorlog vergezelde Elizabeth haar ouders in 1947 op een reis naar Zuid-Afrika, dit werd haar eerste officiële staatsbezoek.
Zij trad op 20 november 1947 in het huwelijk met Philip Mountbatten, prins van Griekenland en Denemarken. Philip moest hiervoor zijn aanspraak op de Griekse troon opgeven, en deed, alvorens de titel van hertog van Edinburgh te verwerven afstand van zijn eerdere titels. Philips verleden was niet geheel onbesproken. Hij was Grieks-orthodox, bezat geen substantiële financiële middelen en had twee zusters die met een nazi getrouwd waren.
Het pasgetrouwde stel betrok Clarence House in Londen. Philip was als officier van de Royal Navy echter regelmatig gestationeerd op Malta.
De gezondheid van haar vader werd begin jaren 50 slechter, en Elizabeth nam al in 1951 voor hem waar bij publieke taken. Zo bracht ze dat jaar bezoeken aan Griekenland, Malta en Italië. In oktober 1951 was ze in Canada en bracht ze een bezoek aan Harry S. Truman, de president van de Verenigde Staten. In januari 1952 vertrokken Elizabeth en Philip voor een reis door Australië en Nieuw-Zeeland. Onderweg bezocht het paar eerst Kenia, maar de reis werd abrupt afgebroken na het bericht van de dood van koning George VI op 6 februari.

## Koningin

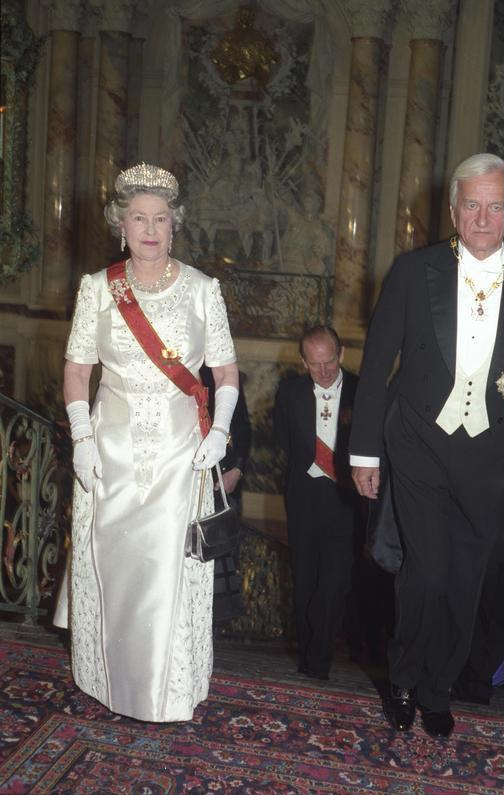
Een staatsbezoek aan Duitsland, 1992; midden Prins Philip, rechts bondspresident Richard von Weizsäcker

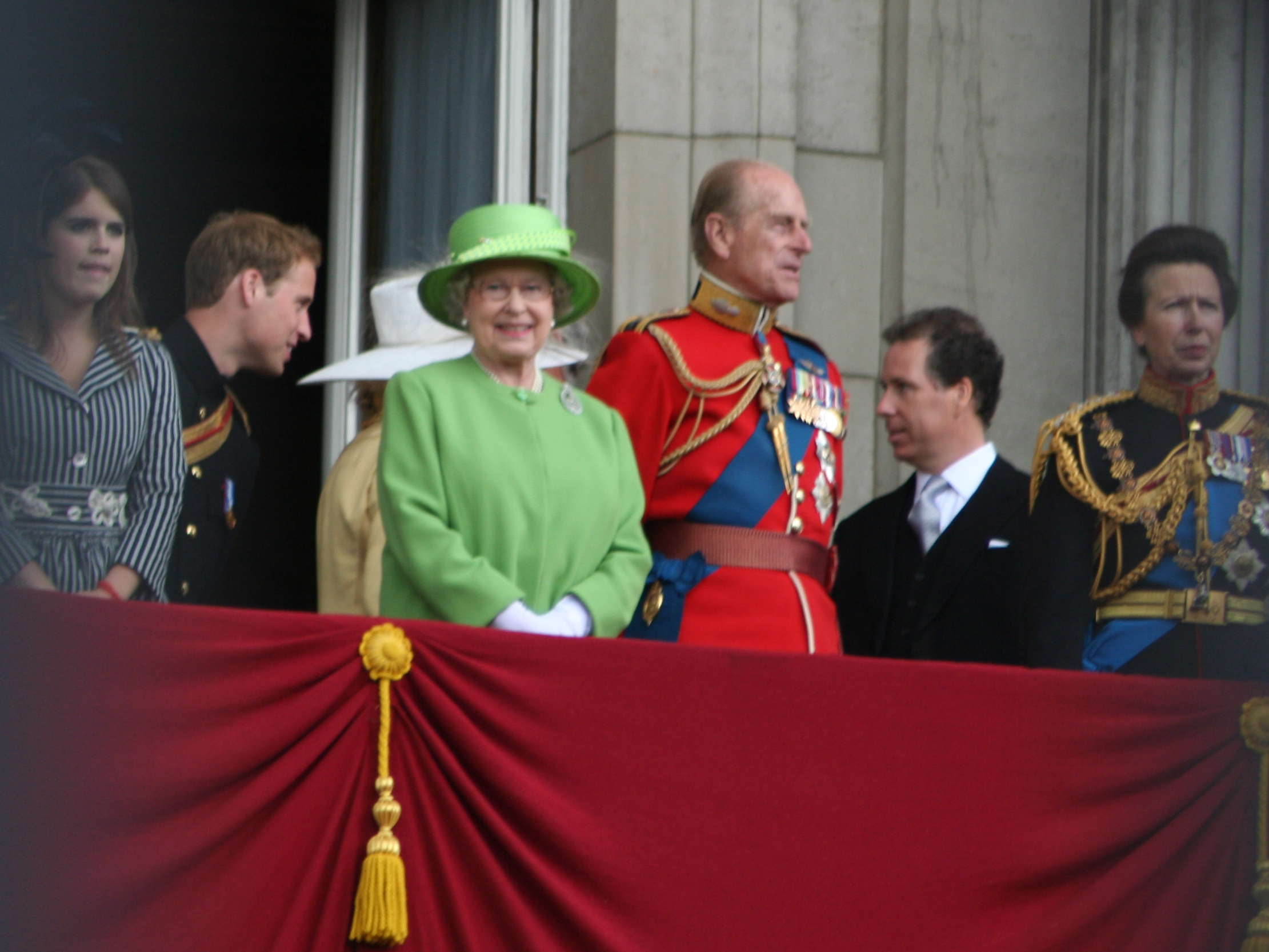
De Britse koninklijke familie

Elizabeths Proclamation of Accession werd uitgesproken op 7 februari 1952 tijdens een plechtigheid op St. James's Palace. Haar kroning vond plaats op 2 juni 1953 in Westminster Abbey. Het koninklijk paar betrok Buckingham Palace, alhoewel het geen geheim was dat Elizabeth liever op Windsor Castle, Balmoral Castle in Schotland of Sandringham House in Norfolk verbleef.
Toen Elizabeth gekroond werd was zij constitutioneel koning van het Verenigd Koninkrijk en 32 Commonwealth realms, met aanspreektitel Koningin. Tegenwoordig zijn meerdere daarvan, zoals Zuid-Afrika, Ceylon (als Sri Lanka) en Pakistan, onafhankelijke republieken. Ze regeerde eind 2021 nog over vijftien Commonwealth realms.
In 1953 en 1954 maakte zij met prins Philip een wereldreis van zes maanden en eind jaren 50 bezocht zij de Verenigde Staten en Canada. In 1961 bezocht zij India en Pakistan en was daarna te gast in alle Europese landen. Ook was zij regelmatig aanwezig bij de vergaderingen van de regeringsleiders van het Gemenebest van Naties.
Tijdens de regeerperiode van Elizabeth is er staatsrechtelijk, politiek en economisch veel veranderd. Zij was eerst staatshoofd van een van de grootste machten ter wereld, maar gaandeweg is het Britse Rijk getransformeerd tot het huidige Commonwealth of Nations, waarbij Elizabeth een belangrijke rol heeft gespeeld in het onderhouden van de goede betrekkingen. Elizabeth maakte tijdens haar regeerperiode zowel de toetreding van het Verenigd Koninkrijk tot de Europese Economische Gemeenschap, als de uittreding uit de Europese Unie (Brexit) mee. Beide gebeurtenissen gingen met veel politiek tumult gepaard.
Tijdens de coronapandemie die in maart 2020 uitbrak stak de koningin op 93-jarige leeftijd in een zeldzame toespraak (buiten de opening van het parlement en de kersttoespraken) het Britse volk en de Commonwealth een hart onder de riem.
De Britse vorstin werd overal ter wereld gedecoreerd, zie daarvoor de lijst van onderscheidingen van Elizabeth II van het Verenigd Koninkrijk.

## Hoofd van de Anglicaanse Kerk
Tijdens de regeringsperiode van Elizabeth veranderde het Verenigd Koninkrijk van een christelijke in een multireligieuze natie. De koningin hield bij voorkomende gelegenheden haar bisschoppen voor dat de Anglicaanse Kerk de behoeder moet zijn van de vrijheid van alle godsdiensten in het land. Er zijn diplomatieke betrekkingen aangeknoopt met het Vaticaan, en paus Benedictus XVI werd door Elizabeth in Londen ontvangen.
De koningin was pleitbezorger van de godsdienst in de samenleving. "Geloof speelt een sleutelrol in de identiteit van vele miljoenen mensen en geeft hen een gevoel ergens bij te horen." Ze leek daarmee te reageren op een uitspraak van de Law Lords, die het gebed aan het begin van gemeenteraadsvergaderingen hadden verboden.

## Kinderen
| Naam                           | Afbeelding | Dynastieke titel                                                                                                | Geboortedatum    | Huwelijk |
| ------------------------------ | ---------- | --- | ---------------- | --- |
| Charles Philip Arthur George   |            | Voormalig: Prins van Wales, Hertog van Cornwall, Hertog van Edinburgh Heden: Koning van het Verenigd Koninkrijk | 14 november 1948 | 1. Diana Spencer, later de prinses van Wales. Zij waren van 29 juli 1981 tot 28 augustus 1996 getrouwd, Diana overleed op 31 augustus 1997. 2. Camilla Parker Bowles, koningin, gehuwd op 9 april 2005. |
| Anne Elizabeth Alice Louise    |            | Princess Royal                                                                                                  | 15 augustus 1950 | 1. Captain Mark Phillips, gehuwd op 14 november 1973, gescheiden op 28 april 1992. 2. Timothy Laurence, gehuwd op 12 december 1992.                                                                     |
| Andrew Albert Christian Edward |            | Hertog van York, Graaf van Inverness, Baron Killyleagh                                                          | 19 februari 1960 | Sarah Margaret Ferguson, hertogin van York, gehuwd op 23 juli 1986, gescheiden op 30 mei 1996. |
| Edward Anthony Richard Louis   |            | Voormalig: Graaf van Wessex, Graaf van Forfar Heden: Hertog van Edinburgh                                       | 10 maart 1964    | Sophie Helen Rhys-Jones, hertogin van Edinburgh, gehuwd op 19 juni 1999 |

## Imago

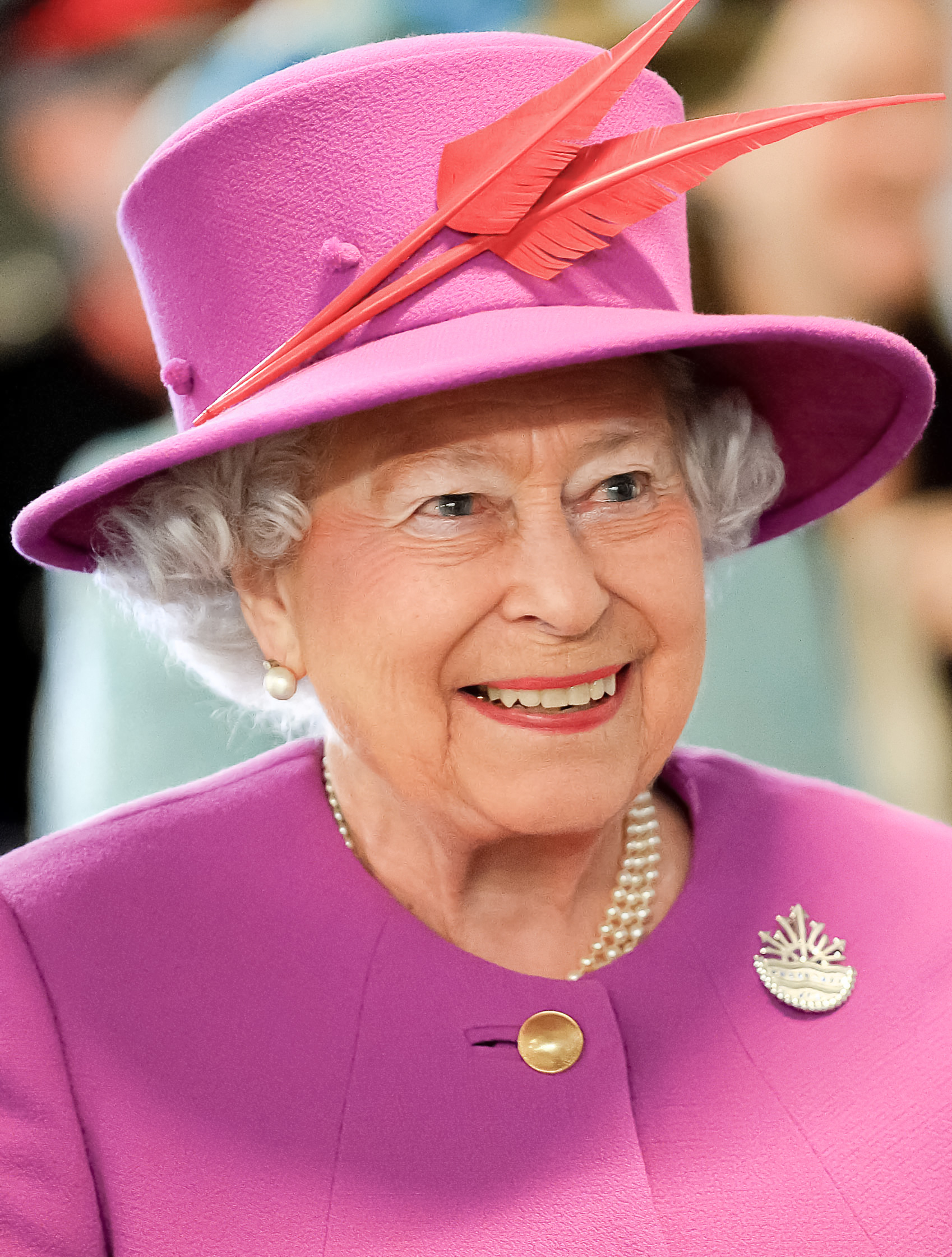
Elizabeth II in 2015

In 1992 scheidde Elizabeths dochter Anne van Mark Phillips en kondigden zowel prins Charles als prins Andrew aan gescheiden van hun echtgenotes te leven. In datzelfde jaar werd een groot deel van Windsor Castle door brand verwoest. Elizabeth beschreef het jaar als een "Annus Horribilis" (Latijn voor "verschrikkelijk jaar"). Haar probleem bleef echter haar imago van wereldvreemde ijskoningin. Toen prinses Diana in 1997 verongelukte, werd haar reactie op dit nieuws zelfs door de meest verstokte monarchisten kil gevonden. Ter verdediging van Elizabeth wordt wel aangevoerd dat zij niet afstandelijk, maar verlegen was en dat zij het koningschap slechts op zich had genomen omdat ze zich door God geroepen voelde. Na het overlijden in 2002 van haar zus Margaret en haar moeder bleek Elizabeth nog steeds op steun vanuit het volk te kunnen rekenen. Haar gouden jubileum in juli 2002 werd tegen veler verwachting in een groot feest. Zowel het zestigjarig als het zeventigjarig regeringsjubileum werd zowel in het Verenigd Koninkrijk als in diverse andere landen van de Commonwealth met veel luister en met affectie naar de persoon van het langst regerende staatshoofd in de Britse geschiedenis gevierd.
In de late jaren van Elizabeths regime werd met enige regelmaat gesteld dat zij vanwege haar hoge leeftijd moest aftreden, maar het werd onwaarschijnlijk geacht dat dit echt zou gebeuren. Bovendien is het doen van troonsafstand niet conform de traditie in het Verenigd Koninkrijk; Britse monarchen regeren tot hun dood, zoals de vader en grootvader van Elizabeth II ook deden. Koningin Elizabeth liet zich, toen zij de negentig was gepasseerd, in toenemende mate bij officiële gelegenheden vervangen door haar zoon, kroonprins Charles, zoals in 2022 bij het voorlezen van de troonrede in het Britse parlement.

## Verslechterende gezondheid en overlijden (2021-2022)
In oktober 2021, een half jaar na het overlijden van haar echtgenoot Philip Mountbatten, zegde Elizabeth op doktersadvies een bezoek aan Noord-Ierland af na een nacht in het ziekenhuis opgenomen te zijn geweest. Ook kon ze een maand later niet afreizen naar de klimaatconferentie COP26. Ze sprak voor deze gelegenheid de wereldleiders echter wel toe via een vooraf opgenomen videoboodschap. Elizabeth was dat jaar ook afwezig op Remembrance Day, de jaarlijkse herdenkingsdienst voor oorlogsslachtoffers.
Op 20 februari 2022 berichtte het Lagerhuis dat Elizabeth positief was getest op COVID-19. Hoewel de koningin alleen lichte klachten had en snel herstelde, verscheen ze pas eind maart voor het eerst sinds vijf maanden weer in het openbaar, ter gelegenheid van de herdenking van het overlijden van prins Philip.
In de maanden daarna liet ze steeds vaker verstek gaan. In mei sloeg ze voor het eerst sinds 1963 de troonrede over. Tijdens de viering van haar platina jubileum in juni 2022 was ze een deel van de tijd afwezig.
Op 6 september 2022 beëdigde Elizabeth op Balmoral Castle in Schotland Liz Truss, de vijftiende premier tijdens haar regeerperiode.

### Overlijden

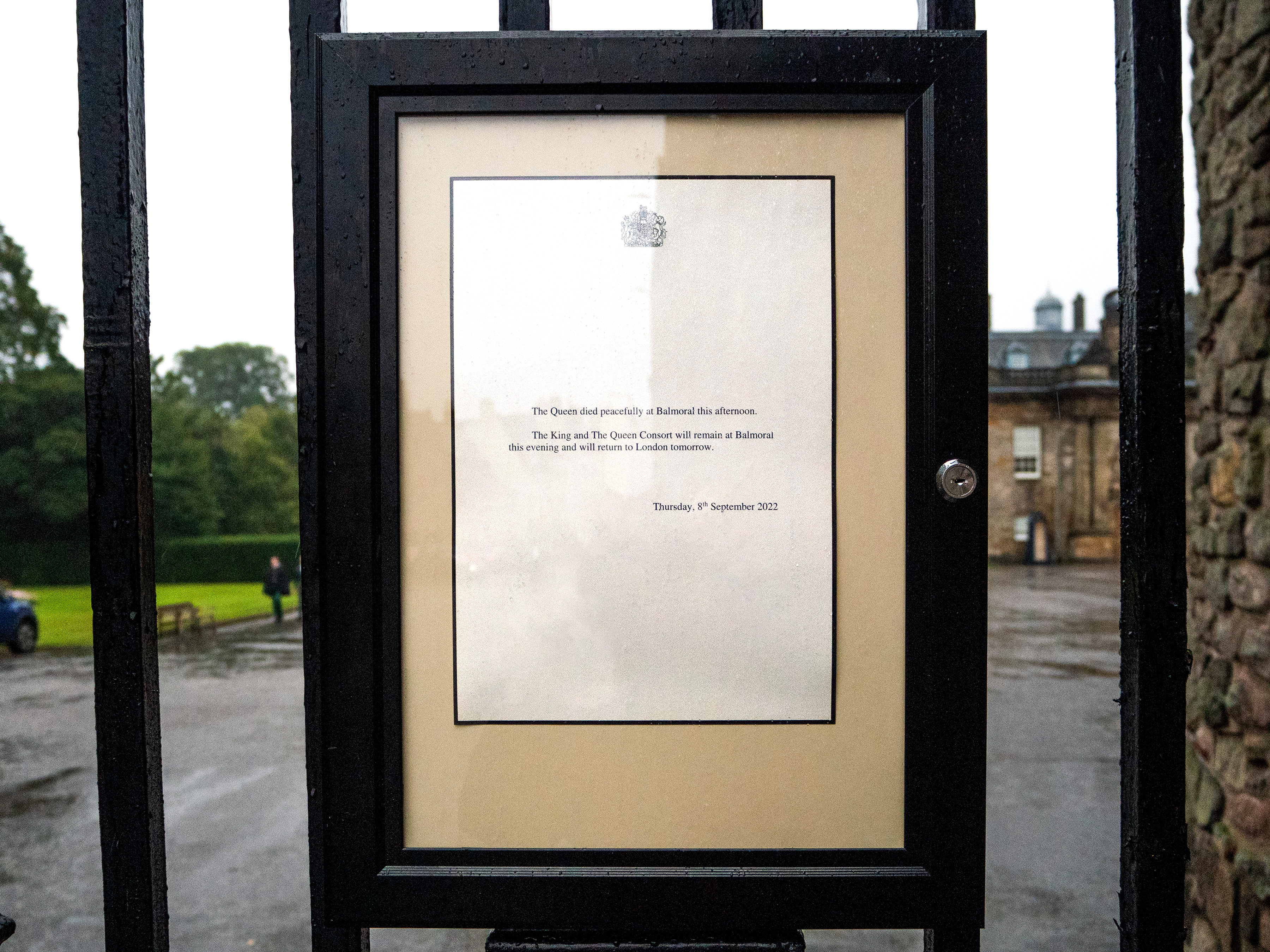
Mededeling van Elizabeths overlijden bij Holyroodhouse.

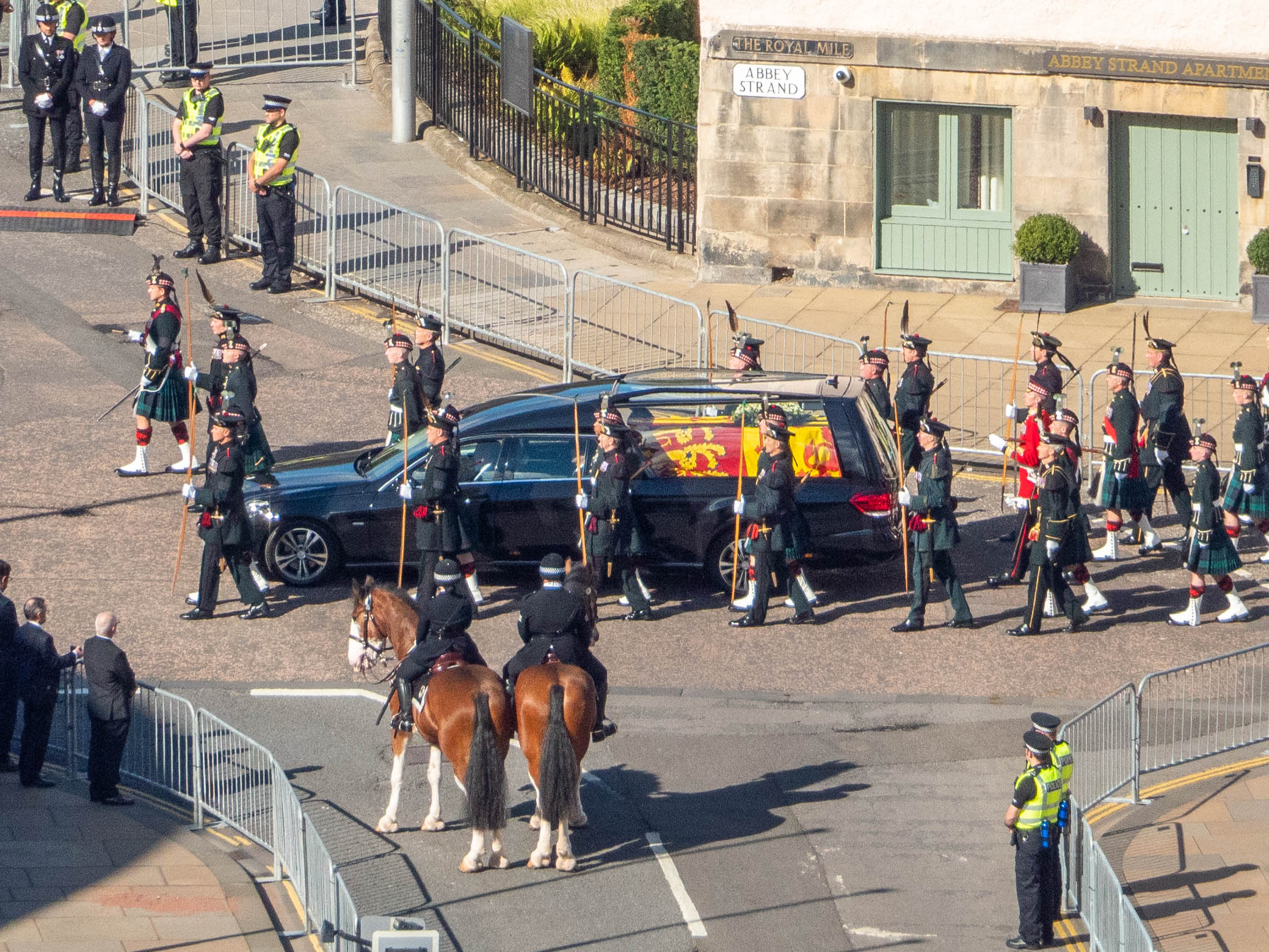
De rouwstoet vertrekt in Edinburgh vanuit Holyroodhouse naar St Giles' Cathedral.

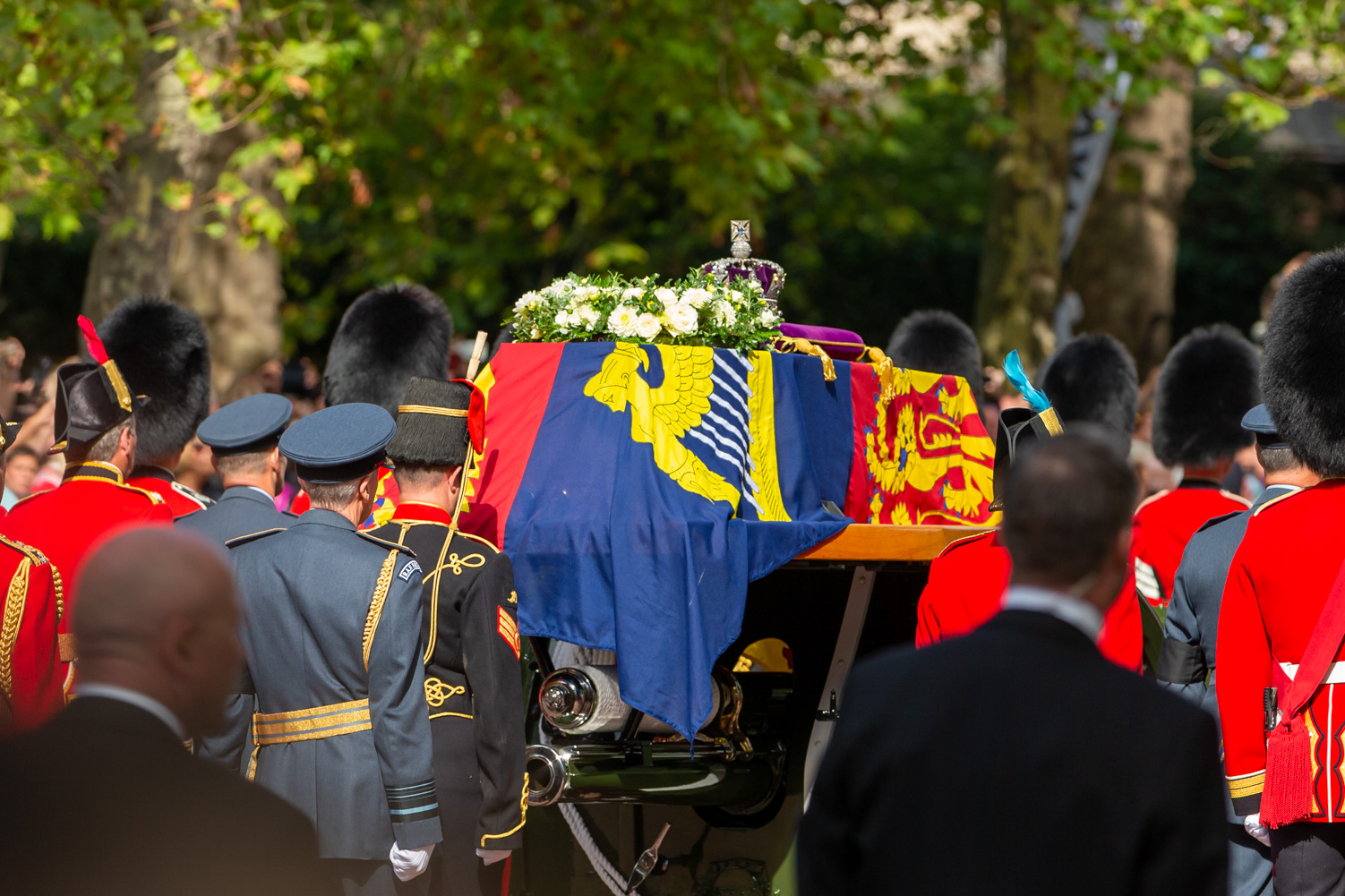
Elizabeth wordt op een affuit vanaf Buckingham Palace overgebracht naar Westminster Hall. Op de eikenhouten kist, waarover de Koninklijke Standaard ligt, is de Keizerlijke Staatskroon geplaatst.

Op 8 september 2022 om 12.34 uur (Britse tijd) berichtte Speaker Lindsay Hoyle in het Lagerhuis dat Elizabeths gezondheidstoestand zeer zorgelijk was geworden. Inmiddels was er een team van artsen aanwezig op Balmoral Castle, waar de koningin nog steeds verbleef. Ook reisden verschillende familieleden van de koningin af naar het verblijf. Diezelfde dag overleed zij om 15.10 uur (Britse tijd) aan ouderdom in het bijzijn van haar kinderen prins Charles en prinses Anne. De overlijdensakte werd ondertekend door Anne die de laatste 24 uur bij haar was. De Britse premier Liz Truss werd om 16.30 uur (Britse tijd) ingelicht. Elizabeths overlijden werd om 18.30 uur (Britse tijd) bekendgemaakt door het Brits koningshuis met een bericht op Twitter. Op hetzelfde moment werd de vlag op Buckingham Palace halfstok gehangen en enkele minuten daarna werd op het hek van het paleis de officiële mededeling van het overlijden van de koningin opgehangen.
Na haar overlijden op het Schotse Balmoral Castle traden de protocollen Operation Unicorn (Operatie Eenhoorn) en Operation London Bridge (Operatie London Bridge) in werking; Operation Unicorn regelde de gang van zaken direct rondom het overlijden (onder andere het conserveren, lokaal opbaren en het uiteindelijk transporteren van haar stoffelijk overschot naar Londen), terwijl Operation London Bridge de voorschriften omtrent het opbaren in Buckingham Palace en het Palace of Westminster, en het uitvaartprotocol omvatte.
Er werd een periode van nationale rouw tot zeven dagen na haar begrafenis afgekondigd. Wedstrijden in het voetbal, cricket en het wielrennen werden tot nader order afgelast.
Elizabeth werd opgebaard in de balzaal van Balmoral Castle. Op 11 september werd haar stoffelijk overschot over land via Aberdeen, Dundee en Perth in een meer dan zes uur durende rit overgebracht naar haar officiële Schotse residentie Holyroodhouse in de Schotse hoofdstad Edinburgh. Van hieruit werd de overleden koningin op 12 september vergezeld door haar kinderen in processie over de Royal Mile overgebracht naar St Giles' Cathedral, waar een herdenkingsdienst plaatsvond. Daarna werden belangstellenden 24 uur in de gelegenheid gesteld afscheid van de koningin te nemen.
Op 13 september werd het lichaam van koningin Elizabeth vergezeld door haar dochter prinses Anne vanaf Edinburgh Airport overgevlogen naar Londen om vanaf daar overgebracht te worden naar Buckingham Palace en daar de nacht door te brengen in de Bow Room.
De volgende dag werd Elizabeth vanaf Buckingham Palace overgebracht in een processie in het bijzijn van Charles III en andere koninklijke familieleden naar Palace of Westminster (het parlementsgebouw) om daar te worden opgebaard met boven op haar kist de Koninklijke standaard van het Verenigd Koninkrijk, de Keizerlijke Staatskroon, Rijksappel en Scepter. De gehele tocht was te zien op meerdere televisiezenders, via livestreams en in vakken langs de route, en in Hyde Park stonden schermen opgesteld waarop de tocht eveneens kon worden gevolgd. Het publiek kreeg meerdere dagen de tijd om afscheid van de koningin te nemen.
Op 16 september hielden de kinderen van Elizabeth, Charles III, Anne, Andrew en Edward, de traditionele wake bij haar kist in het Palace of Westminster.
Op 17 september hielden de kleinkinderen van Elizabeth, William, Harry, Peter, Zara, Beatrice, Eugenie, Louise en James de traditionele wake bij haar kist. Ook bezochten koning Charles III en William onaangekondigd de rij mensen die stonden te wachten om Elizabeth hun laatste eer te bewijzen.
In het weekend van 16 tot en met 18 september kwamen de eerste genodigde mensen en hoogwaardigheidsbekleders, zoals de Franse president Emmanuel Macron, de Amerikaanse president Joe Biden, koning Willem-Alexander, koningin Máxima, prinses Beatrix, koning Filip, koningin Mathilde en de koningsparen van Zweden en Spanje naar het Verenigd Koninkrijk. Op 18 september konden zij via een speciale ingang afscheid nemen van Elizabeth.
Op 19 september om 06.30 uur (Britse tijd) sloot de Palace of Westminster de deuren voor het publiek. Hierna begonnen de voorbereidingen voor de staatsbegrafenis in Westminster Abbey. Onder de ruim tweeduizend genodigden waren ook de twee oudste kinderen van prins William, George en Charlotte, als nummer 2 en nummer 3 in de Britse troonopvolging, aanwezig.
Na de staatsbegrafenis werd de kist op een affuit geplaatst en in een processie naar Wellington Arch via The Mall verplaatst. Vanaf daar reed de lijkwagen naar Windsor voor een bijzettingsdienst in St George’s Chapel.
Later die dag werd Elizabeth II in besloten kring begraven in de King George VI Memorial Chapel (maakt deel uit van de St George's Chapel) naast haar echtgenoot Philip Mountbatten, haar ouders en haar zus.
Het was in het Verenigd Koninkrijk de eerste staatsbegrafenis sinds die van Winston Churchill in 1965. De staatsbegrafenis werd wereldwijd rechtstreeks via de televisie uitgezonden.
De personen die actief deelnamen in de begrafenis werden hiervoor per koninklijk besluit opgenomen in The London Gazette en in de "Honours List on The Demise of Her Majesty Queen Elizabeth II" en bevorderd in de Royal Victorian order.

## Staatshoofd van 32 naar 15 landen
Koningin Elizabeth II was sinds haar aantreden staatshoofd van 32 landen. Aan het eind van haar regeringsperiode waren er dat nog vijftien. Soedan en Pakistan verklaarden zich in 1956 los van de Britse kroon. Andere volgden. Bij haar overlijden was ze nog koningin van het Verenigd Koninkrijk, Canada, Australië, Nieuw-Zeeland, Jamaica, de Bahama's, Grenada, Papoea-Nieuw-Guinea, Salomonseilanden, Tuvalu, Saint Lucia, Saint Vincent en de Grenadines, Belize, Antigua en Barbuda en Saint Kitts en Nevis. Verder zijn er nog de veertien Britse overzeese gebieden en drie gebieden onder Brits Kroonbezit: Jersey, Guernsey en Man.

## Kwartierstaat en stamboom
| Eduard VII | Eduard VII | Eduard VII | Eduard VII | Eduard VII | Eduard VII | Alexandra van Denemarken | Alexandra van Denemarken | Alexandra van Denemarken | Alexandra van Denemarken | Alexandra van Denemarken | Alexandra van Denemarken |             |             | Frans van Teck | Frans van Teck | Frans van Teck          | Frans van Teck          | Frans van Teck          | Frans van Teck          | Maria Adelheid van Cambridge | Maria Adelheid van Cambridge | Maria Adelheid van Cambridge | Maria Adelheid van Cambridge | Maria Adelheid van Cambridge | Maria Adelheid van Cambridge |              |              | Claude Bowes-Lyon | Claude Bowes-Lyon | Claude Bowes-Lyon | Claude Bowes-Lyon | Claude Bowes-Lyon  | Claude Bowes-Lyon  | Frances Smith      | Frances Smith      | Frances Smith      | Frances Smith      | Frances Smith        | Frances Smith        |                      |                      | Charles Cavendish-Bentinck | Charles Cavendish-Bentinck | Charles Cavendish-Bentinck | Charles Cavendish-Bentinck | Charles Cavendish-Bentinck | Charles Cavendish-Bentinck | Louisa Burnaby             | Louisa Burnaby             | Louisa Burnaby | Louisa Burnaby | Louisa Burnaby | Louisa Burnaby |      |      |      |      |      |      |       |       |       |       |       |       |          |          |          |          |          |          |        |        |         |         |         |         |         |         |       |       |         |         |         |         |         |         |        |        |        |        |        |        |        |        |        |        |        |        |        |        |        |        |        |        |        |        |        |        |
| Eduard VII | Eduard VII | Eduard VII | Eduard VII | Eduard VII | Eduard VII | Alexandra van Denemarken | Alexandra van Denemarken | Alexandra van Denemarken | Alexandra van Denemarken | Alexandra van Denemarken | Alexandra van Denemarken |             |             | Frans van Teck | Frans van Teck | Frans van Teck          | Frans van Teck          | Frans van Teck          | Frans van Teck          | Maria Adelheid van Cambridge | Maria Adelheid van Cambridge | Maria Adelheid van Cambridge | Maria Adelheid van Cambridge | Maria Adelheid van Cambridge | Maria Adelheid van Cambridge |              |              | Claude Bowes-Lyon | Claude Bowes-Lyon | Claude Bowes-Lyon | Claude Bowes-Lyon | Claude Bowes-Lyon  | Claude Bowes-Lyon  | Frances Smith      | Frances Smith      | Frances Smith      | Frances Smith      | Frances Smith        | Frances Smith        |                      |                      | Charles Cavendish-Bentinck | Charles Cavendish-Bentinck | Charles Cavendish-Bentinck | Charles Cavendish-Bentinck | Charles Cavendish-Bentinck | Charles Cavendish-Bentinck | Louisa Burnaby             | Louisa Burnaby             | Louisa Burnaby | Louisa Burnaby | Louisa Burnaby | Louisa Burnaby |      |      |      |      |      |      |       |       |       |       |       |       |          |          |          |          |          |          |        |        |         |         |         |         |         |         |       |       |         |         |         |         |         |         |        |        |        |        |        |        |        |        |        |        |        |        |        |        |        |        |        |        |        |        |        |        |
|            |            |            |            |            |            |                          |                          |                          |                          |                          |                          |             |             |                |                |                         |                         |                         |                         |                              |                              |                              |                              |                              |                              |              |              |                   |                   |                   |                   |                    |                    |                    |                    |                    |                    |                      |                      |                      |                      |                            |                            |                            |                            |                            |                            |                            |                            |                |                |                |                |      |      |      |      |      |      |       |       |       |       |       |       |          |          |          |          |          |          |        |        |         |         |         |         |         |         |       |       |         |         |         |         |         |         |        |        |        |        |        |        |        |        |        |        |        |        |        |        |        |        |        |        |        |        |        |        |
|            |            |            |            | George V   | George V   | George V                 | George V                 | George V                 | George V                 |                          |                          |             |             |                |                | Victoria Maria van Teck | Victoria Maria van Teck | Victoria Maria van Teck | Victoria Maria van Teck | Victoria Maria van Teck      | Victoria Maria van Teck      |                              |                              |                              |                              |              |              |                   |                   |                   |                   | Claude Bowes-Lyon  | Claude Bowes-Lyon  | Claude Bowes-Lyon  | Claude Bowes-Lyon  | Claude Bowes-Lyon  | Claude Bowes-Lyon  |                      |                      |                      |                      |                            |                            | Cecilia Cavendish-Bentinck | Cecilia Cavendish-Bentinck | Cecilia Cavendish-Bentinck | Cecilia Cavendish-Bentinck | Cecilia Cavendish-Bentinck | Cecilia Cavendish-Bentinck |                |                |                |                |      |      |      |      |      |      |       |       |       |       |       |       |          |          |          |          |          |          |        |        |         |         |         |         |         |         |       |       |         |         |         |         |         |         |        |        |        |        |        |        |        |        |        |        |        |        |        |        |        |        |        |        |        |        |        |        |
|            |            |            |            | George V   | George V   | George V                 | George V                 | George V                 | George V                 |                          |                          |             |             |                |                | Victoria Maria van Teck | Victoria Maria van Teck | Victoria Maria van Teck | Victoria Maria van Teck | Victoria Maria van Teck      | Victoria Maria van Teck      |                              |                              |                              |                              |              |              |                   |                   |                   |                   | Claude Bowes-Lyon  | Claude Bowes-Lyon  | Claude Bowes-Lyon  | Claude Bowes-Lyon  | Claude Bowes-Lyon  | Claude Bowes-Lyon  |                      |                      |                      |                      |                            |                            | Cecilia Cavendish-Bentinck | Cecilia Cavendish-Bentinck | Cecilia Cavendish-Bentinck | Cecilia Cavendish-Bentinck | Cecilia Cavendish-Bentinck | Cecilia Cavendish-Bentinck |                |                |                |                |      |      |      |      |      |      |       |       |       |       |       |       |          |          |          |          |          |          |        |        |         |         |         |         |         |         |       |       |         |         |         |         |         |         |        |        |        |        |        |        |        |        |        |        |        |        |        |        |        |        |        |        |        |        |        |        |
|            |            |            |            |            |            |                          |                          |                          |                          | George VI                | George VI                | George VI   | George VI   | George VI      | George VI      |                         |                         |                         |                         |                              |                              |                              |                              |                              |                              |              |              |                   |                   |                   |                   |                    |                    |                    |                    |                    |                    | Elizabeth Bowes-Lyon | Elizabeth Bowes-Lyon | Elizabeth Bowes-Lyon | Elizabeth Bowes-Lyon | Elizabeth Bowes-Lyon       | Elizabeth Bowes-Lyon       |                            |                            |                            |                            |                            |                            |                |                |                |                |      |      |      |      |      |      |       |       |       |       |       |       |          |          |          |          |          |          |        |        |         |         |         |         |         |         |       |       |         |         |         |         |         |         |        |        |        |        |        |        |        |        |        |        |        |        |        |        |        |        |        |        |        |        |        |        |
|            |            |            |            |            |            |                          |                          |                          |                          | George VI                | George VI                | George VI   | George VI   | George VI      | George VI      |                         |                         |                         |                         |                              |                              |                              |                              |                              |                              |              |              |                   |                   |                   |                   |                    |                    |                    |                    |                    |                    | Elizabeth Bowes-Lyon | Elizabeth Bowes-Lyon | Elizabeth Bowes-Lyon | Elizabeth Bowes-Lyon | Elizabeth Bowes-Lyon       | Elizabeth Bowes-Lyon       |                            |                            |                            |                            |                            |                            |                |                |                |                |      |      |      |      |      |      |       |       |       |       |       |       |          |          |          |          |          |          |        |        |         |         |         |         |         |         |       |       |         |         |         |         |         |         |        |        |        |        |        |        |        |        |        |        |        |        |        |        |        |        |        |        |        |        |        |        |
|            |            |            |            |            |            |                          |                          |                          |                          |                          |                          |             |             |                |                |                         |                         |                         |                         |                              |                              |                              |                              | Elizabeth II                 | Elizabeth II                 | Elizabeth II | Elizabeth II | Elizabeth II      | Elizabeth II      |                   |                   | Philip Mountbatten | Philip Mountbatten | Philip Mountbatten | Philip Mountbatten | Philip Mountbatten | Philip Mountbatten |                      |                      |                      |                      |                            |                            |                            |                            |                            |                            |                            |                            |                |                |                |                |      |      |      |      |      |      |       |       |       |       |       |       |          |          |          |          |          |          |        |        |         |         |         |         |         |         |       |       |         |         |         |         |         |         |        |        |        |        |        |        |        |        |        |        |        |        |        |        |        |        |        |        |        |        |        |        |
|            |            |            |            |            |            |                          |                          |                          |                          |                          |                          |             |             |                |                |                         |                         |                         |                         |                              |                              |                              |                              | Elizabeth II                 | Elizabeth II                 | Elizabeth II | Elizabeth II | Elizabeth II      | Elizabeth II      |                   |                   | Philip Mountbatten | Philip Mountbatten | Philip Mountbatten | Philip Mountbatten | Philip Mountbatten | Philip Mountbatten |                      |                      |                      |                      |                            |                            |                            |                            |                            |                            |                            |                            |                |                |                |                |      |      |      |      |      |      |       |       |       |       |       |       |          |          |          |          |          |          |        |        |         |         |         |         |         |         |       |       |         |         |         |         |         |         |        |        |        |        |        |        |        |        |        |        |        |        |        |        |        |        |        |        |        |        |        |        |
|            |            |            |            |            |            |                          |                          |                          |                          |                          |                          |             |             |                |                |                         |                         |                         |                         |                              |                              |                              |                              |                              |                              |              |              |                   |                   |                   |                   |                    |                    |                    |                    |                    |                    |                      |                      |                      |                      |                            |                            |                            |                            |                            |                            |                            |                            |                |                |                |                |      |      |      |      |      |      |       |       |       |       |       |       |          |          |          |          |          |          |        |        |         |         |         |         |         |         |       |       |         |         |         |         |         |         |        |        |        |        |        |        |        |        |        |        |        |        |        |        |        |        |        |        |        |        |        |        |
|            |            |            |            |            |            |                          |                          |                          |                          |                          |                          |             |             |                |                |                         |                         |                         |                         |                              |                              |                              |                              |                              |                              |              |              |                   |                   |                   |                   |                    |                    |                    |                    |                    |                    |                      |                      |                      |                      |                            |                            |                            |                            |                            |                            |                            |                            |                |                |                |                |      |      |      |      |      |      |       |       |       |       |       |       |          |          |          |          |          |          |        |        |         |         |         |         |         |         |       |       |         |         |         |         |         |         |        |        |        |        |        |        |        |        |        |        |        |        |        |        |        |        |        |        |        |        |        |        |
| Diana      | Diana      | Diana      | Diana      | Diana      | Diana      |                          |                          | Charles III              | Charles III              | Charles III              | Charles III              | Charles III | Charles III |                |                | Camilla                 | Camilla                 | Camilla                 | Camilla                 | Camilla                      | Camilla                      |                              |                              |                              |                              |              |              |                   |                   |                   |                   |                    |                    |                    |                    | Mark               | Mark               | Mark                 | Mark                 | Mark                 | Mark                 |                            |                            | Anne                       | Anne                       | Anne                       | Anne                       | Anne                       | Anne                       |                |                | Tim            | Tim            | Tim  | Tim  | Tim  | Tim  |      |      |       |       |       |       |       |       |          |          |          |          |          |          | Andrew | Andrew | Andrew  | Andrew  | Andrew  | Andrew  |         |         | Sarah | Sarah | Sarah   | Sarah   | Sarah   | Sarah   |         |         |        |        |        |        |        |        |        |        | Edward | Edward | Edward | Edward | Edward | Edward |        |        | Sophie | Sophie | Sophie | Sophie | Sophie | Sophie |
| Diana      | Diana      | Diana      | Diana      | Diana      | Diana      |                          |                          | Charles III              | Charles III              | Charles III              | Charles III              | Charles III | Charles III |                |                | Camilla                 | Camilla                 | Camilla                 | Camilla                 | Camilla                      | Camilla                      |                              |                              |                              |                              |              |              |                   |                   |                   |                   |                    |                    |                    |                    | Mark               | Mark               | Mark                 | Mark                 | Mark                 | Mark                 |                            |                            | Anne                       | Anne                       | Anne                       | Anne                       | Anne                       | Anne                       |                |                | Tim            | Tim            | Tim  | Tim  | Tim  | Tim  |      |      |       |       |       |       |       |       |          |          |          |          |          |          | Andrew | Andrew | Andrew  | Andrew  | Andrew  | Andrew  |         |         | Sarah | Sarah | Sarah   | Sarah   | Sarah   | Sarah   |         |         |        |        |        |        |        |        |        |        | Edward | Edward | Edward | Edward | Edward | Edward |        |        | Sophie | Sophie | Sophie | Sophie | Sophie | Sophie |
|            |            |            |            |            |            |                          |                          |                          |                          |                          |                          |             |             |                |                |                         |                         |                         |                         |                              |                              |                              |                              |                              |                              |              |              |                   |                   |                   |                   |                    |                    |                    |                    |                    |                    |                      |                      |                      |                      |                            |                            |                            |                            |                            |                            |                            |                            |                |                |                |                |      |      |      |      |      |      |       |       |       |       |       |       |          |          |          |          |          |          |        |        |         |         |         |         |         |         |       |       |         |         |         |         |         |         |        |        |        |        |        |        |        |        |        |        |        |        |        |        |        |        |        |        |        |        |        |        |
|            |            |            |            |            |            |                          |                          |                          |                          |                          |                          |             |             |                |                |                         |                         |                         |                         |                              |                              |                              |                              |                              |                              |              |              |                   |                   |                   |                   |                    |                    |                    |                    |                    |                    |                      |                      |                      |                      |                            |                            |                            |                            |                            |                            |                            |                            |                |                |                |                |      |      |      |      |      |      |       |       |       |       |       |       |          |          |          |          |          |          |        |        |         |         |         |         |         |         |       |       |         |         |         |         |         |         |        |        |        |        |        |        |        |        |        |        |        |        |        |        |        |        |        |        |        |        |        |        |
| William    | William    | William    | William    | William    | William    |                          |                          | Catherine                | Catherine                | Catherine                | Catherine                | Catherine   | Catherine   |                |                |                         |                         | Harry                   | Harry                   | Harry                        | Harry                        | Harry                        | Harry                        |                              |                              | Meghan       | Meghan       | Meghan            | Meghan            | Meghan            | Meghan            |                    |                    | Peter              | Peter              | Peter              | Peter              | Peter                | Peter                |                      |                      | Autumn                     | Autumn                     | Autumn                     | Autumn                     | Autumn                     | Autumn                     |                            |                            | Zara           | Zara           | Zara           | Zara           | Zara | Zara |      |      | Mike | Mike | Mike  | Mike  | Mike  | Mike  |       |       | Beatrice | Beatrice | Beatrice | Beatrice | Beatrice | Beatrice |        |        | Edoardo | Edoardo | Edoardo | Edoardo | Edoardo | Edoardo |       |       | Eugenie | Eugenie | Eugenie | Eugenie | Eugenie | Eugenie |        |        | Jack   | Jack   | Jack   | Jack   | Jack   | Jack   |        |        | Louise | Louise | Louise | Louise | Louise | Louise | James  | James  | James  | James  | James  | James  |
| William    | William    | William    | William    | William    | William    |                          |                          | Catherine                | Catherine                | Catherine                | Catherine                | Catherine   | Catherine   |                |                |                         |                         | Harry                   | Harry                   | Harry                        | Harry                        | Harry                        | Harry                        |                              |                              | Meghan       | Meghan       | Meghan            | Meghan            | Meghan            | Meghan            |                    |                    | Peter              | Peter              | Peter              | Peter              | Peter                | Peter                |                      |                      | Autumn                     | Autumn                     | Autumn                     | Autumn                     | Autumn                     | Autumn                     |                            |                            | Zara           | Zara           | Zara           | Zara           | Zara | Zara |      |      | Mike | Mike | Mike  | Mike  | Mike  | Mike  |       |       | Beatrice | Beatrice | Beatrice | Beatrice | Beatrice | Beatrice |        |        | Edoardo | Edoardo | Edoardo | Edoardo | Edoardo | Edoardo |       |       | Eugenie | Eugenie | Eugenie | Eugenie | Eugenie | Eugenie |        |        | Jack   | Jack   | Jack   | Jack   | Jack   | Jack   |        |        | Louise | Louise | Louise | Louise | Louise | Louise | James  | James  | James  | James  | James  | James  |
|            |            |            |            |            |            |                          |                          |                          |                          |                          |                          |             |             |                |                |                         |                         |                         |                         |                              |                              |                              |                              |                              |                              |              |              |                   |                   |                   |                   |                    |                    |                    |                    |                    |                    |                      |                      |                      |                      |                            |                            |                            |                            |                            |                            |                            |                            |                |                |                |                |      |      |      |      |      |      |       |       |       |       |       |       |          |          |          |          |          |          |        |        |         |         |         |         |         |         |       |       |         |         |         |         |         |         |        |        |        |        |        |        |        |        |        |        |        |        |        |        |        |        |        |        |        |        |        |        |
|            |            |            |            |            |            |                          |                          |                          |                          |                          |                          |             |             |                |                |                         |                         |                         |                         |                              |                              |                              |                              |                              |                              |              |              |                   |                   |                   |                   |                    |                    |                    |                    |                    |                    |                      |                      |                      |                      |                            |                            |                            |                            |                            |                            |                            |                            |                |                |                |                |      |      |      |      |      |      |       |       |       |       |       |       |          |          |          |          |          |          |        |        |         |         |         |         |         |         |       |       |         |         |         |         |         |         |        |        |        |        |        |        |        |        |        |        |        |        |        |        |        |        |        |        |        |        |        |        |
| George     | George     | George     | George     | George     | George     | Charlotte                | Charlotte                | Charlotte                | Charlotte                | Charlotte                | Charlotte                | Louis       | Louis       | Louis          | Louis          | Louis                   | Louis                   |                         |                         | Archie                       | Archie                       | Archie                       | Archie                       | Archie                       | Archie                       | Lilibet      | Lilibet      | Lilibet           | Lilibet           | Lilibet           | Lilibet           |                    |                    | Savannah           | Savannah           | Savannah           | Savannah           | Savannah             | Savannah             | Isla                 | Isla                 | Isla                       | Isla                       | Isla                       | Isla                       |                            |                            | Mia                        | Mia                        | Mia            | Mia            | Mia            | Mia            | Lena | Lena | Lena | Lena | Lena | Lena | Lucas | Lucas | Lucas | Lucas | Lucas | Lucas |          |          | Sienna   | Sienna   | Sienna   | Sienna   | Sienna | Sienna | Athena  | Athena  | Athena  | Athena  | Athena  | Athena  |       |       |         |         |         |         | August  | August  | August | August | August | August | Ernest | Ernest | Ernest | Ernest | Ernest | Ernest |        |        |        |        |        |        |        |        |        |        |        |        |

## Trivia
- De kroning van Elizabeth II op 2 juni 1953 was de eerste buitenlandse live-uitzending die op de Nederlandse televisie werd uitgezonden.[40]
- Elizabeth II was feitelijk Elizabeth I voor het Schotse deel van het Verenigd Koninkrijk. Elizabeth I van Engeland (1533-1603) was namelijk alleen koningin van Engeland en niet van Schotland.
- In de openingsceremonie van de Olympische Spelen in Londen van 2012 figureerde koningin Elizabeth in een korte James-Bondfilm, waarin gesuggereerd werd dat ze uit een helikopter met een parachutesprong het olympisch stadion betrad.
- Bij de viering van het platina regeringsjubileum van koningin Elizabeth II op 4 juni 2022 trad het beertje Paddington op in een sketch met de koningin, waarin hij haar tijdens een bezoek met thee en sandwiches met marmelade namens iedereen dankte voor alles. De opgenomen scène ging vooraf aan het grote jubileumconcert bij Buckingham Palace dat geopend werd door de rockgroep Queen.

- Bibsys: 90672883
- Biblioteca Nacional de Chile: 000354224
- Biblioteca Nacional de España: XX977622
- Bibliothèque nationale de France: cb11974322d (data)
- Catàleg d'autoritats de noms i títols de Catalunya: 981058508938406706
- CiNii: DA02957167
- Gemeinsame Normdatei: 118529889
- International Standard Name Identifier: 0000 0001 2123 3290
- KulturNav: 2810c190-0df5-4532-aa4a-0d5fa1e30689
- Library of Congress Control Number: n80126296
- Nationale Bibliotheek van Letland: 000111810
- MusicBrainz: 911ffa04-7051-4172-a370-02f1102120ef
- National Archives and Records Administration: 10568898
- Bibliotheek van het Japanse parlement: 00620626
- Nationale Bibliotheek van Tsjechië: jn20000700038
- Nationale bibliotheek van Australië: 35061288
- Nationale Bibliotheek van Israël: 987007260873605171
- Nationale Bibliotheek van Polen: a0000001185854
- Nationale en Universitaire bibliotheek Zagreb: 000040207
- Nederlandse Thesaurus van Auteursnamen: 07013247X
- Russische Staatsbibliotheek: 000082571
- Istituto Centrale per il Catalogo Unico: CFIV258828
- LIBRIS: 184346
- SNAC: w6q925wx
- Système universitaire de documentation: 027772357
- Museum of New Zealand Te Papa Tongarewa: 34452
- Trove: 815289
- Union List of Artist Names: 500233087
- Virtual International Authority File: 20471592
- WorldCat: E39PBJhXbjdYgPV6GH3PjX3mh3